# Provinciale weg 392
De provinciale weg 392 (N392) is een provinciale weg in de provincie Friesland welke een verbinding vormt tussen de N380 ter hoogte van Jubbega-Schurega en de A32 bij Akkrum. Tussen Oldeboorn en Akkrum verloopt de weg parallel aan de Boorne. Ter hoogte van Terwispel bestaat een aansluiting op de A7 richting Heerenveen en Drachten.
De weg is uitgevoerd als tweestrooks-gebiedsontsluitingsweg, waar een maximumsnelheid van 80 km/h van kracht is. In de gemeente Heerenveen heet de weg Gorredijksterweg (zuidelijk deel) en Easterboarn, Braksdyk, Sudkant, Wjitteringswei en Boarnsterdyk (noordelijk deel), in de gemeente Opsterland Nijewei, Hans de Jongwei, Koaibosk, Bregeleane, De Rakken en Warrewei.

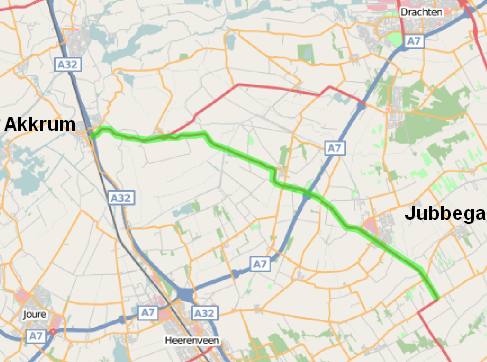
Detailkaart traject

N34 · N46 · N351 · N353 · N354 · N355 · N356 · N357 · N358 · N359 · N360 · N361 · N362 · N363 · N364 · N365 · N366 · N367 · N368 · N369 · N370 · N371 · N372 · N373 · N374 · N375 · N376 · N377 · N378 · N379 · N380 · N381 · N382 · N383 · N384 · N385 · N386 · N387 · N388 · N390 · N391 · N392 · N393 · N398

N851 · N852 · N853 · N854 · N855 · N856 · N857 · N858 · N860 · N861 · N862 · N863 · N865 · N910 · N913 · N917 · N918 · N919 · N924 · N927 · N928 · N962 · N963 · N964 · N966 · N967 · N969 · N972 · N973 · N974 · N975 · N976 · N977 · N978 · N979 · N980 · N981 · N982 · N983 · N984 · N985 · N986 · N987 · N988 · N989 · N990 · N991 · N992 · N993 · N994 · N995 · N996 · N997 · N998 · N999

Cursief vermelde wegen zijn voormalige provinciale wegen.